# Ester Roxberg
Ester Chiedza Roxberg, ursprungligen Sturesson, född 24 januari 1987 i Mnene, Zimbabwe, är en svensk författare.

## Biografi
Roxberg föddes som dotter till prästen Åke Sturesson och sjuksköterskan Åsa Roxberg och växte upp i Rottne i Småland. Familjen namnändrade från faderns namn Sturesson till moderns namn Roxberg under 1990-talet. I dag (2022) bor hon i Malmö och är verksam som författare och dokumentärmakare. 2004 vann Roxberg Lilla Augustpriset som 17-åring för diktsviten Se upp lilla människa för snart smäller det.
2011 debuterade Roxberg med den kritikerrosade Antiloper, där till exempel David Anthin skrev i SvD att berättelsen har "nerv och autencitet ... Roxberg är tveklöst en skicklig dramaturg och stilist ... detta är en berättelse som tränger sig på och skakar om".
2013 kom romanen Fågelhuset på samma förlag. Hösten 2013 medverkade Ester i den internationella utgåvan av tidskriften Granta #2.
Hennes tredje bok, biografin Min pappa Ann-Christine, gavs ut 2014 och blev mycket uppmärksammad, bland annat i tv-programmet Skavlan där Ester Roxberg och fadern Ann-Christine Ruuth, då Roxberg, var två av gästerna den 31 januari 2014. Boken blev även nominerad till årets bok på QX Gaygalan 2015. Filmen Min pappa Marianne från 2020 är fritt baserad på Roxbergs biografi.
Ester Roxberg är också etablerad barn- och ungdomsboksförfattare. 2020 utkom hennes första bok för barn, Vem kan hitta Putte?  Därefter har hon utkommit med ytterligare fyra bilderböcker, bland annat julsagan Den magiska julkatten som illustreras av den unga akvarellkonstnären Maximilian Svensson.